# Via della Conciliazione

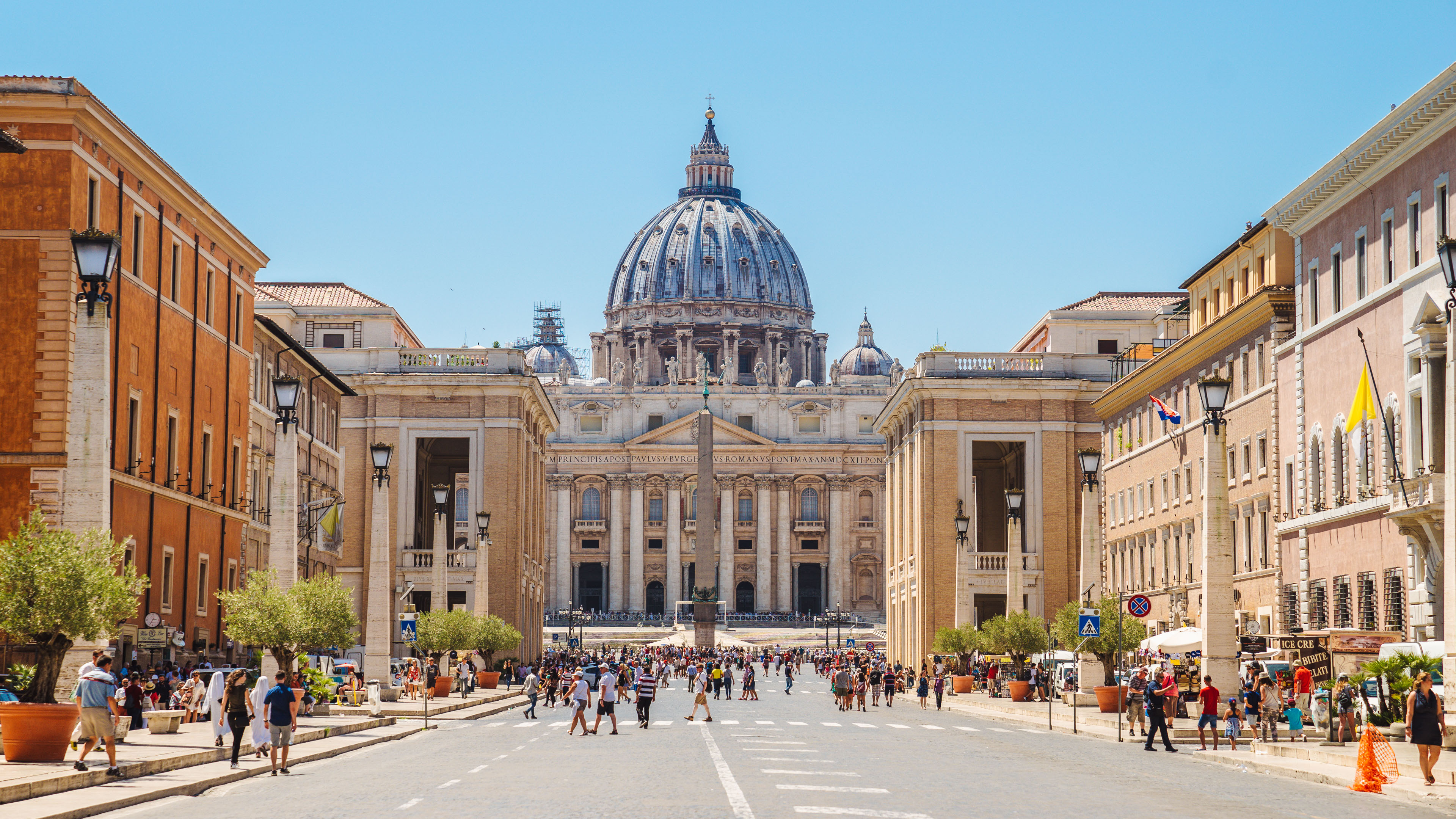
Via della Conciliazione (2018)

Die Via della Conciliazione (italienisch für Straße der Versöhnung) in Rom ist eine 1936 unter Benito Mussolini geplante und zum päpstlichen Jubeljahr 1950 fertiggestellte etwa 500 m lange Straßenachse, die vom Tiber in Richtung Petersdom führt und andererseits über den Corso Vittorio Emanuele II die Vatikanstadt mit dem historischen Zentrum Roms verbindet.

## Geschichte
Seit der Renaissance gab es Pläne für eine repräsentative Neugestaltung der Zufahrt durch den Borgo zur Peterskirche.
Papst Nikolaus V. ließ von Leon Battista Alberti einen Plan erstellen, in dem das komplette Viertel zwischen Engelsburg und Vatikan im Schachbrettmuster neu geordnet werden sollte. Nach dem Tod des Papstes wurde dieser Plan nicht realisiert. Zum Heiligen Jahr 1500 ließ Papst Alexander VI. lediglich die Via Alessandrina (später Borgo Nuovo), die auf den Eingang des Papstpalastes ausgerichtet war, verwirklichen. Für ihre Erbauung wurde die Meta Romuli abgerissen.
Von Donato Bramante, der für Papst Julius II. den Neubau des Petersdoms plante, ist eine Skizze einer mit Säulen und Obelisken geschmückten Straße erhalten, die auf den Petersdom zuführen sollte, aber nicht verwirklicht wurde. Genauso wenig entstand eine Sichtachse von der Engelsbrücke aus, die Domenico Fontana auf den von ihm auf dem Petersplatz aufgestellten Obelisk zu plante.
Die Planung von Sichtachsen wurde hinfällig, nachdem Gian Lorenzo Bernini den Petersplatz mit seinen Kolonnaden, nach dem Vorbild der antiken Foren, umgab. Sein Prinzip war das Spiel mit dem Überraschungsmoment, wenn die Pilger, aus dem verwinkelten Borgo kommend, durch die Kolonnaden traten und den weiten Platz mit dem Dom sahen. Dies funktionierte auch, obgleich der geplante „Dritte Arm“ der Kolonnaden nie verwirklicht wurde.
Trotzdem gab es weiter, vor allem unter der Herrschaft von Napoleon, Pläne von verschiedenen Architekten wie Giovanni Battista Nolli, Cosimo Morelli und Giuseppe Valadier, den Borgo zu ordnen oder teilweise abzureißen, die allerdings nicht verwirklicht wurden. Luigi Poletti gab 1852 dem Borgo mit zwei symmetrischen Gebäuden am Borgo Nuovo und am Borgo Vecchio, sowie einer Brunnenfassade an der Spina, einen repräsentativen Eingang am Tiber.

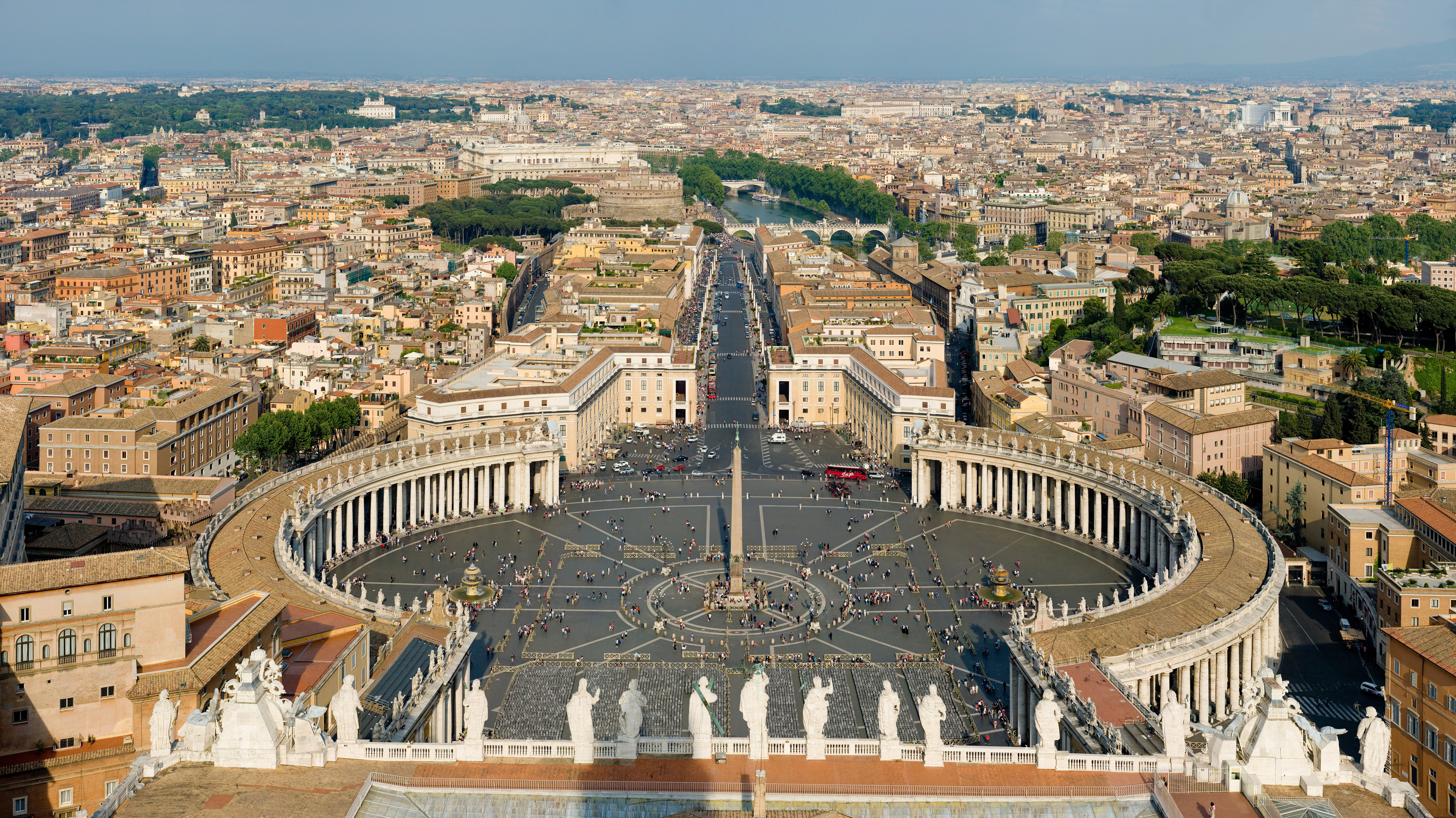
Via della Conciliazione, Blick vom Petersdom

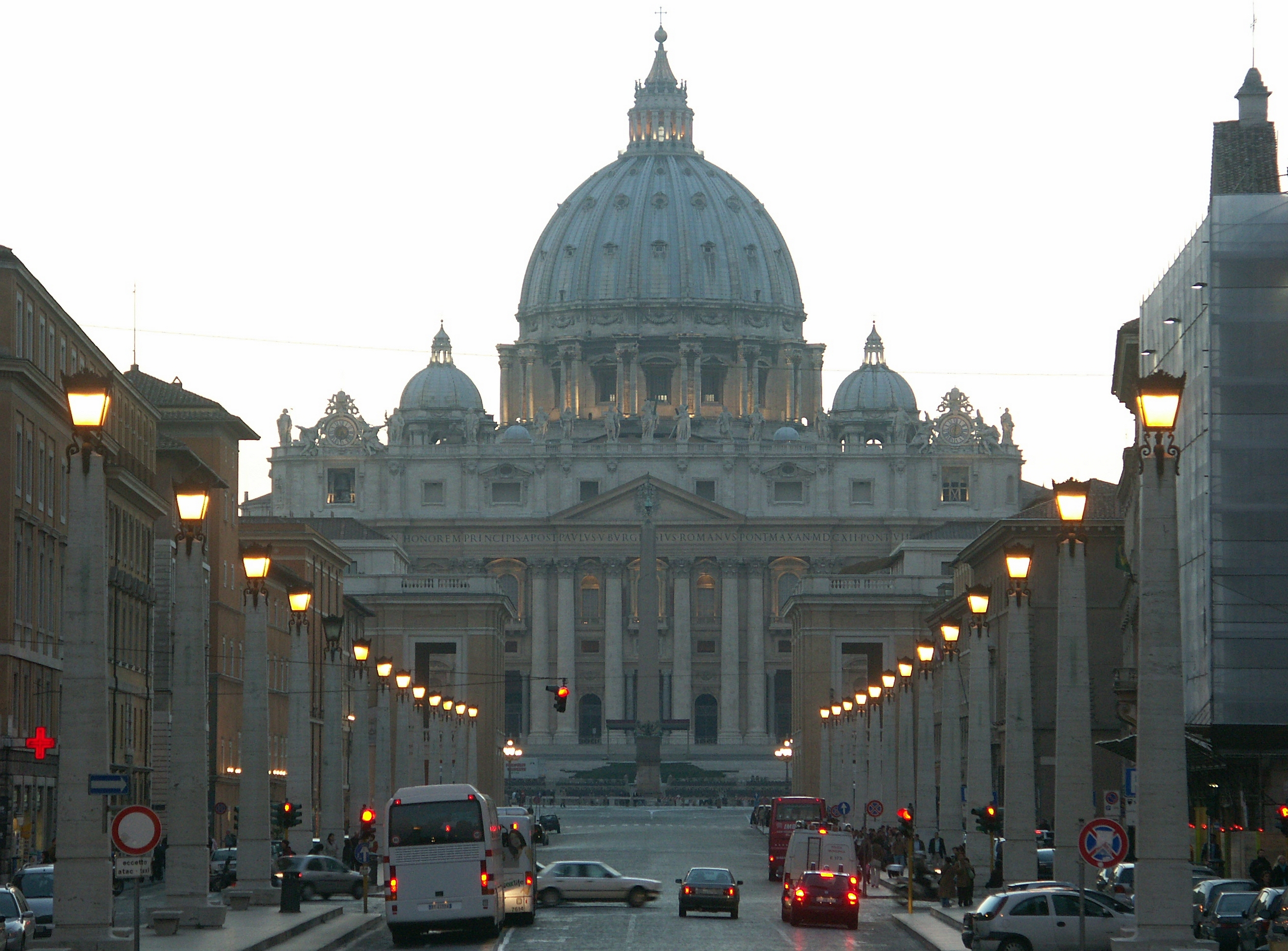
Via della Conciliazione, Blick auf den Petersdom

Mit dem Ende des Kirchenstaats (1871) endete die Planungshoheit des Papsttums. Für die neue Hauptstadt Italiens sah der Regulierungsplan von 1873 ein Netz von neuen Durchgangsstraßen in der mittelalterlichen Stadt vor. Darunter auch wieder den Abriss der Spina dei Borghi, der Häuserreihe zwischen den auf den Petersdom zuführenden schmalen Straßen Borgo Vecchio und Borgo Nuovo. Nach zahlreichen Protesten von Bürgern, Architekten und Historikern kam es jedoch zu keiner Ausführung. Stattdessen wurde der Palazzo dei Penitenzieri, mit seinen Fresken von Pinturicchio, unter Denkmalschutz gestellt.
Erst das faschistische Regime Benito Mussolinis konnte wieder auf die radikalen Lösungsvorschläge zurückgreifen. Nach der Klärung der Position des Papsttums in den Lateranverträgen begann man neu zu planen. Der einflussreiche italienische Architekt und Stadtplaner Marcello Piacentini hatte schon 1929 in zwei Grundsatzartikeln vertreten, dass im Vergleich zum „wohl geordneten“, seine historischen Monumente „herausstellenden“ Paris Rom seine schönsten und größten Baudenkmäler geradezu verstecke. Selten sei ein Monument auf die Achse einer geraden Straße hin ausgerichtet. Piacentini, auch Schöpfer der für die Weltausstellung von 1942 vorgesehenen Satellitenstadt EUR, nannte dabei neben der schwer aufzufindenden Piazza Navona als Beispiel auch die unbefriedigende Situation bei der Peterskirche. Piacentinis Auffassung wurde von Mussolini geteilt, der sich „eine der größten Kirche der Christenheit würdige“ Zufahrt wünschte.
So kam es in Abänderung des Regulierungsplans von 1931 zum Beschluss, nicht nur die Häuser der Spina, sondern auch zahlreiche angrenzende historische Gebäude des Borgo abzureißen. Mit der Planung beauftragt waren die Architekten Piacentini und Spaccharelli. Der „Duce“ selbst setzte am 28. Oktober 1936 öffentlichkeitswirksam den ersten Hieb mit der Spitzhacke, und bis Oktober 1937 wurden 600.000 m³ Gebäude weggerissen, darunter vier Kirchen und zahlreiche historische Paläste. Erhalten wurden nach vehementen Protesten zumindest der Palazzo Torlonia (1496–1504), der Palazzo dei Penitenzieri und die Kirche Santa Maria in Traspontina (1566–1637), die in die neue Achse integriert werden konnten. Der im Besitz des Vatikans befindliche Palazzo dei Convertendi (16. Jahrhundert) wurde abgerissen und an der neuen Straße wieder aufgebaut. Doch eines der lebendigsten historischen Viertel Roms war verschwunden.
Die neu entstandene Prachtstraße mit ihren vereinheitlichten Fassaden wurde nach dem Vorschlag des Journalisten Franco Franchi Via della Conciliazione genannt – in Erinnerung an die Lateranverträge von 1929, die eine Versöhnung zwischen italienischem Staat und Papsttum und die Gründung des modernen Vatikanstaats gebracht hatten.
Die Via della Conciliazione stellt wie die Via dei Fori Imperiali ein Beispiel für den weiterwirkenden Einfluss der städtebaulichen Konzeptionen Napoleons III. und seines Mitarbeiters Georges-Eugène Haussmann im Paris des 20. Jahrhunderts dar.
Im August 2023 sollten die Bauarbeiten für eine neue, große autofreie Fußgängerzone zwischen Engelsburg und Via della Conciliazione starten. Geplant war eine Realisierung bis 2025.

## Gebäude
- Palazzo Caprini
- Palazzo San Pio X
- Santa Maria in Traspontina
- Palazzo Torlonia
- Palazzo Della Rovere

## Bilder

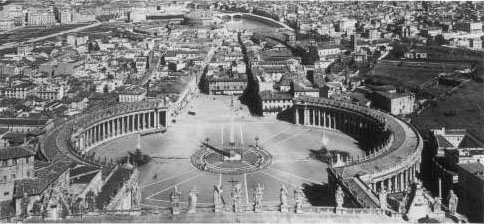
Blick auf das Gelände um 1900
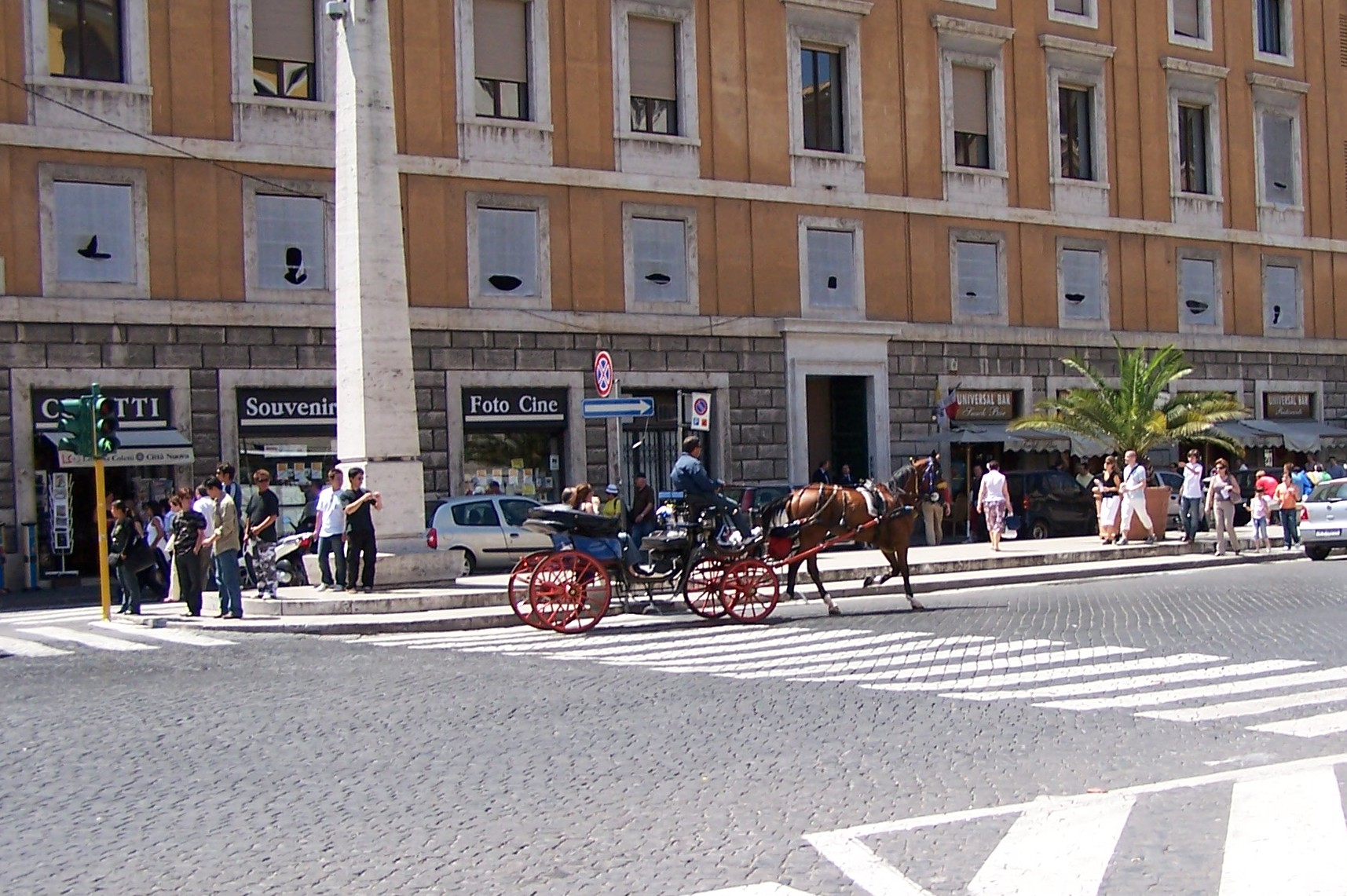
Via della Conciliazione
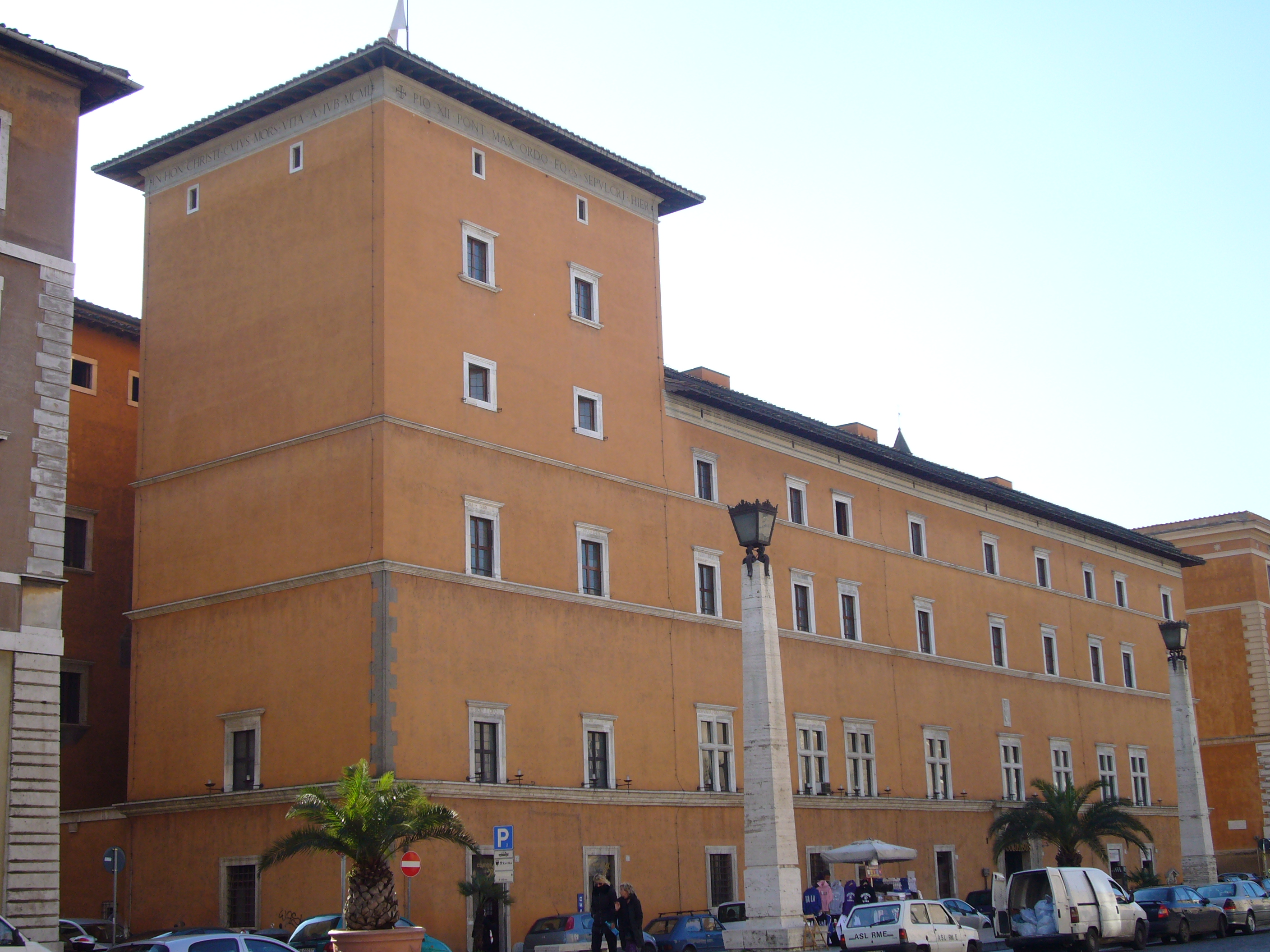
Palazzo Della Rovere (Sitz des Ritterordens vom Heiligen Grab zu Jerusalem)
Via della Conciliazione mit Engelsburg im Hintergrund
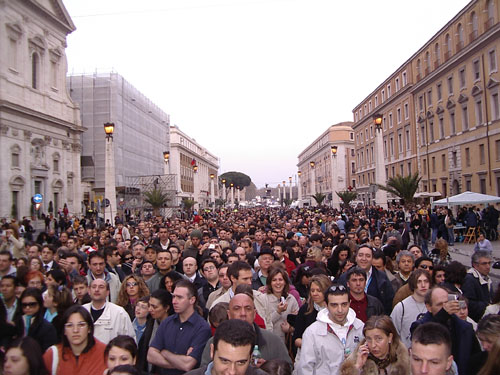
Personen auf dem Weg zum aufgebahrten Papst Johannes Paul II. am 4. April 2005
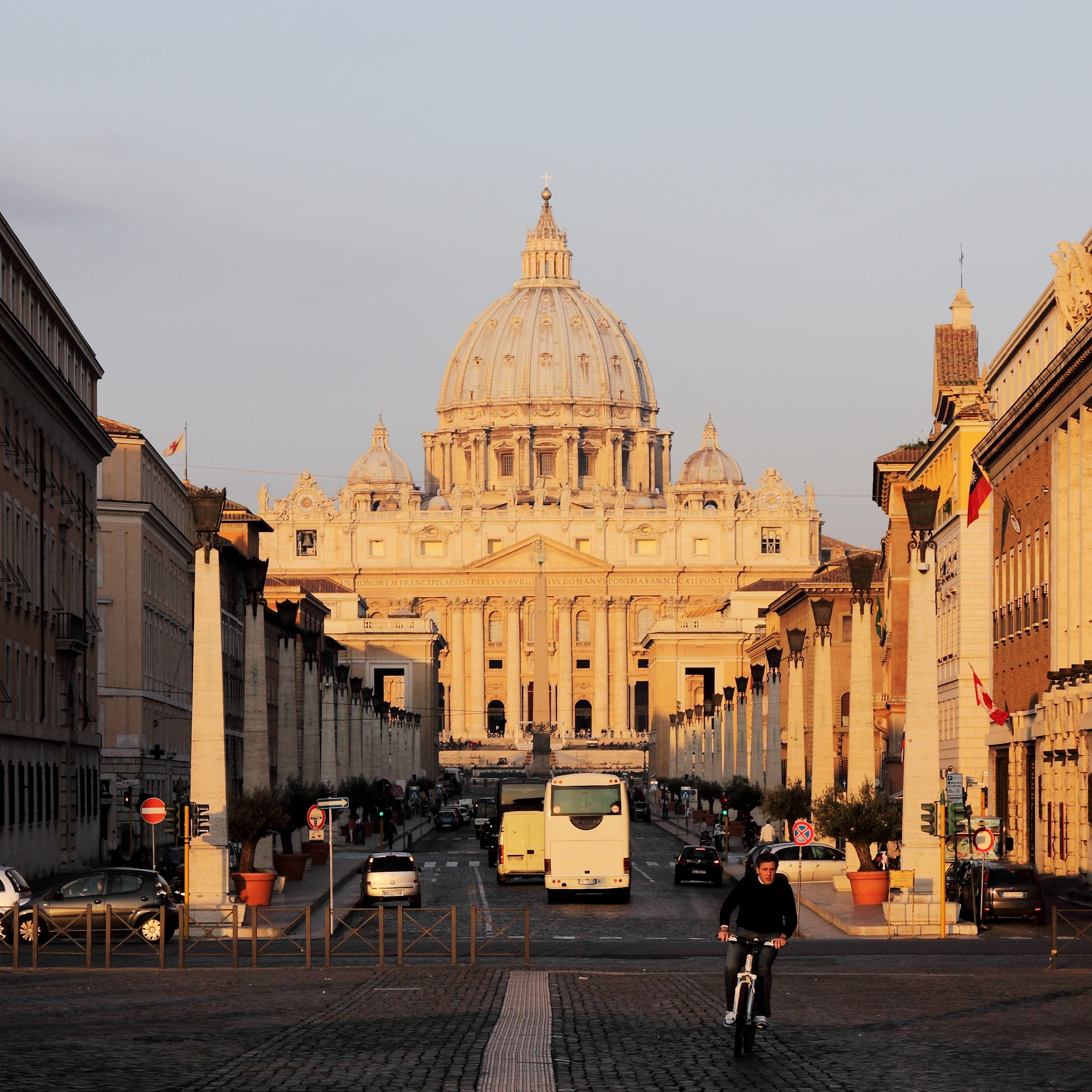
Bei Morgendämmerung